# Trachusa interdisciplinaris
Trachusa interdisciplinaris is een vliesvleugelig insect uit de familie Megachilidae. De wetenschappelijke naam van de soort is voor het eerst geldig gepubliceerd in 1972 door Peters.